# Wounaan
El wounaan (també anomenada Chanco, Chocama, Noanama, Noanamá, Noenama, Nonama, Waumeo, Waun Meo, Waunana, Wounaan, Woun Meu i Wounmeu) és una de les llengües chocó parlada pels wounaans, poble indígena d'Amèrica repartit entre Colòmbia i Panamà (Emberá-Wounaan).

## Fonologia

### Vocals
|         | anterior    | Central   | Posterior     |
| ------- | ----------- | --------- | ------------- |
| tancada | i i ɪ ɪ ĩ ĩ | ɨ ɨ ɨ̃ [ɨ̃] | ʊ ʊ u u ũ [ũ] |
| Mitjana | e e ẽ [ẽ]   | ə ə       | ʌ ʌ o o õ õ   |
| Oberta  |             | a a ã ã   |               |

### consonants
|           |           | Bilabials | Dentals | Laterals | Dorsals | Dorsals | Glotals |
| --------- | --------- | --------- | ------- | -------- | ------- | ------- | ------- |
| Palatals  | Velar     | Bilabials | Dentals | Laterals |         |         | Glotals |
| Oclusiva  | Sorda     | p p       | t t     |          |         | k k     | ʔ ʔ     |
| Oclusiva  | Aspirat   | ph pʰ     | th tʰ   |          |         | kh kʰ   |         |
| Oclusiva  | Sonora    | b b       | d d     |          |         | g g     |         |
| Fricativa | Fricativa |           | s s     |          |         |         | h h     |
| Africada  | Africada  |           |         |          | č t͡ʃ    |         |         |
| Nasal     | Nasal     | m m       | n n     |          |         |         |         |
| Líquida   | Líquida   |           | r r ɾ ɾ | l l      |         |         |         |
| Semivocal | Semivocal | w w       |         |          |         | y j     |         |

## Escriptura
| Majúscules | A | Ã | Ä | B | Ch | D | E | G | H | I | Ĩ | J | K | Kʼ | L | M | N | O | Õ | Ö | P | Pʼ | R | Rr | S | T | Tʼ | U | Ü | W | Y | Ʌ | Ʌ̃ | Ʌ̈ |
| Minúscules | a | ã | ä | b | ch | d | e | g | h | i | ĩ | j | k | kʼ | l | m | n | o | õ | ö | p | pʼ | r | rr | s | t | tʼ | u | ü | w | y | ʌ | ʌ̃ | ʌ̈ |